# Pangasius djambal
Pangasius djambal és una espècie de peix de la família dels pangàsids i de l'ordre dels siluriformes.

## Morfologia
Els mascles poden assolir els 90 cm de llargària total i els 16 kg de pes.

## Alimentació
Menja larves d'insectes bentònics, cucs, insectes, plantes submergides i llavors.

## Distribució geogràfica
Es troba a Àsia: conca del riu Mekong, Malàisia i Indonèsia.

## Costums
Realitza migracions al llarg del riu Mekong.